# Lorenz Schomerus
Lorenz Schomerus (* 5. Dezember 1933 in Hamburg; † 16. September 2018 in Bonn) war ein deutscher Verwaltungsjurist und Ministerialbeamter. Er war von 1995 bis 1998 Staatssekretär im Bundesministerium für Wirtschaft und von 1998 bis 1999 im Bundesministerium für Wirtschaft und Technologie.

## Leben

### Ausbildung
Lorenz Schomerus studierte von 1953 bis 1957 Rechtswissenschaften in Tübingen, Aix-en-Provence und Montpellier. Er absolvierte von 1957 bis 1964 das Rechtsreferendariat und war Forschungsstipendiant in Oxford. Er wurde 1962 mit einer Arbeit über „die organisatorische Eingliederung der Interessenverbände in die Bundesverwaltung“ zum Dr. jur. promoviert.

### Laufbahn
Schomerus trat 1964 in den Dienst des Bundesministeriums für Wirtschaft ein. Dort war unter anderem Leiter des Referates für Luft- und Raumfahrtindustrie und ab 1975 Leiter der Unterabteilung für Industrielle Grundsatzfragen, Außenwirtschaftsfragen der Industrie, industrielle Kooperation, Elektroindustrie, Luft- und Raumfahrtindustrie.
Er wurde 1982 als Ministerialdirektor Leiter der Abteilung für Gewerbliche Wirtschaft, Wirtschaftsförderung Berlin. Im Jahr 1984 übernahm die Leitung der Abteilung für Außenhandelspolitik und Entwicklungspolitik. Er folgte auf Helga Steeg, welche Executiv-Director der Internationalen Energieagentur wurde. In dieser Position war er auch Vorsitzender des Executive Committee in Special Session der Organisation für wirtschaftliche Zusammenarbeit und Entwicklung.
Schomerus wurde am 1. Juli 1995 unter Bundesminister Günter Rexrodt (FDP) zum Staatssekretär im Bundesministerium für Wirtschaft ernannt. Dieses Amt behielt er zunächst auch nach der Bildung des Kabinetts Schröder im Oktober 1998 unter Bundesminister Werner Müller (parteilos) inne. Am 31. Juli 1999 schied er aus dem Amt aus und ihm folgte der bisherige Leiter der Zentralabteilung, Axel Gerlach, nach.
Danach war er ab dem 1. September 1999 Mitglied des Beraterkreises der Hunzinger Information AG. Am 1. Januar 2000 wurde er Vorsitzender des Deutsch-Russischen Forums e. V.

## Auszeichnungen
- Verdienstkreuz 1. Klasse des Bundesverdienstordens (1984)
- Großes Verdienstkreuz mit Stern des Bundesverdienstordens (1999)